# Twinrollbox

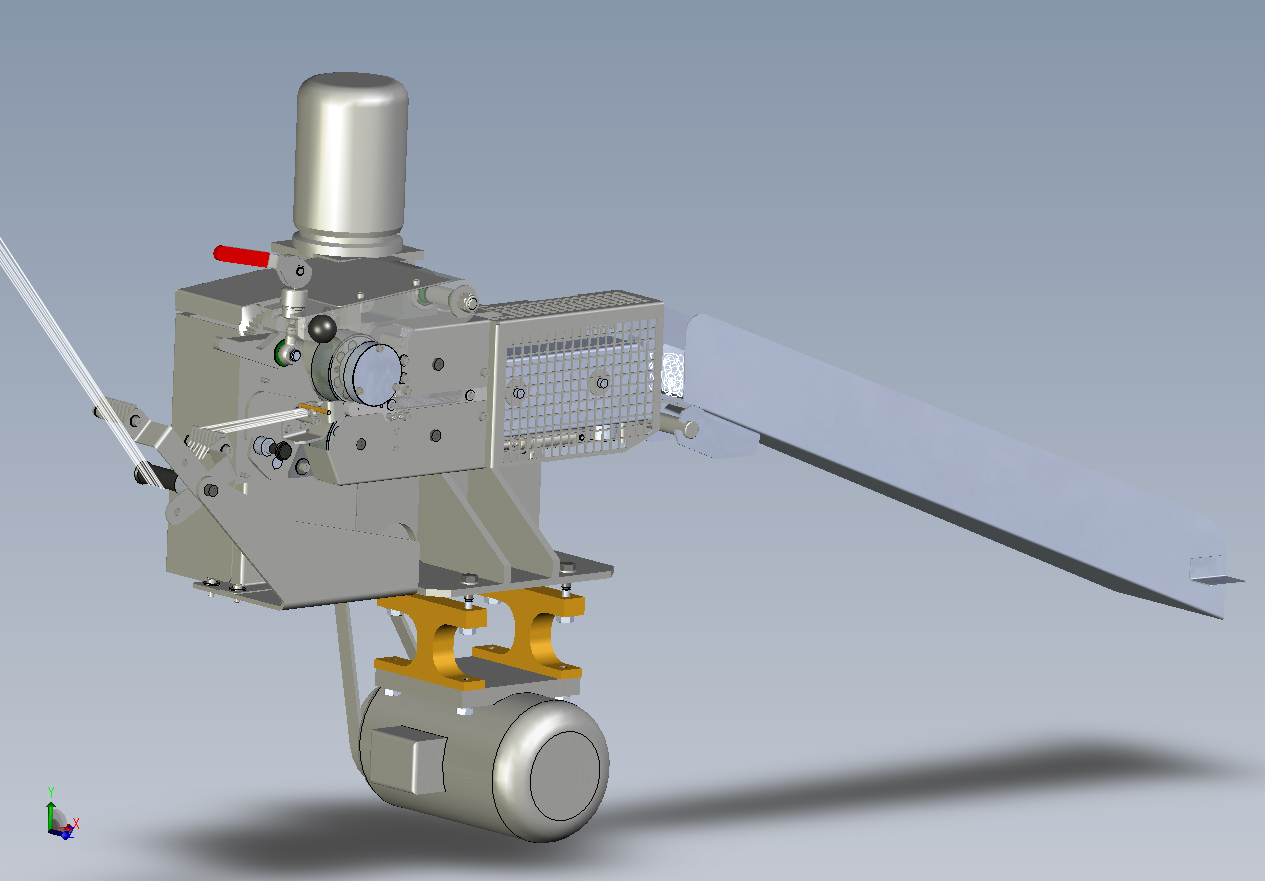
Twinrollbox

Twinrollbox ist ein Aggregat zum Texturieren von Garnen und gehört zu der Familie der Stauchkammerverfahren. Mit diesem Aggregat lassen sich Garne verformen und kräuseln. Ein anschließender Heatsetting-Prozess fixiert diese Formgebung dann dauerhaft in das Garn ein.

## Anwendung

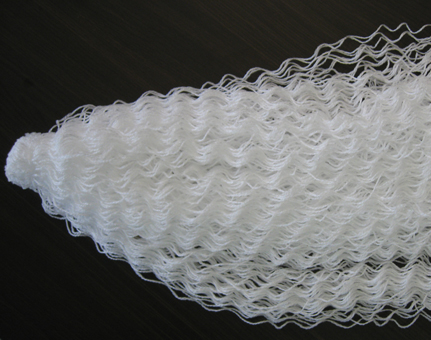
Texturiertes Polyamidgarn

Ähnlich wie bei der Texturierung von Kunstfaserfillamenten versucht man auch bei gesponnenen, gezwirnten oder kablierten Garnen, einen ähnlichen Effekt zu erzielen. Aber im Gegensatz zu den herkömmlichen Texturierverfahren, bei denen man vor allem die Fasereigenschaften verbessern will, steht bei der Texturierung von Garnen vor allem die Optik, das Erscheinungsbild im Vordergrund. Speziell in der Teppichindustrie finden diese Garne ihren Einsatz, wo sie dem Teppich durch die Kräuselstruktur ein lockeres Erscheinungsbild geben. In der Kombination von verschiedenen Polhöhen, Garndrehungen, Materialien und Kräuselformen lassen sich viele Variationen an Teppichoberflächen herstellen. Die bekanntesten Vertreter dieser Teppiche sind der Frieze-Teppich und der Shaggy-Teppich.

## Geschichtliches
Das Stauchkammerverfahren im industriellen Einsatz ist schon seit Jahrzehnten bekannt. Ihre Anfänge fand das Stauchkammerverfahren in der Texturierung von Garnfilamenten. Eine Vielzahl an Variationen dieser Technik waren im Einsatz. Im Laufe der Jahre verlor aber dieses Verfahren immer mehr an Bedeutung. Verfahren wie das Flaschdrahttexturieren oder das Luftblastexturieren haben sich immer mehr durchgesetzt. Eine Renaissance erlebte diese Technik in der Teppichindustrie, nachdem die Frieze- und Shaggy-Teppiche in Mode kamen. Hier war dieses Verfahren ideal geeignet, um den Teppichgarnen eine Textur (Kräuselung) zu geben.

## Funktionsweise

Funktion Twinrollbox schematisch

Kablierte bzw. gezwirnte Garne werden in einem Band von vier, acht, 24 oder 36 Fäden mit Hilfe von zwei Einzugswalzen in den ersten Stauchraum der Twinrollbox eingezogen. Die Umfangsgeschwindigkeit dieser Einzugswalzen gibt auch die Produktionsgeschwindigkeit vor. Im industriellen Einsatz werden heute bis zu 650 m/min Fadengeschwindigkeit erreicht (garnabhängig). Ein zweites Rollenpaar, gestaltet als Fächerwalzen, läuft gesteuert langsamer. Auf Grund der reduzierten Geschwindigkeit staut sich das eingeförderte Garn auf und wird verformt. Durch Veränderung der Geschwindigkeit des Fächerrollenpaares lässt sich indirekt auch der Staudruck variieren. Durch diese Staudruckvariation lassen sich verschiedenste Charaktere von Friezegarnen, Texturierungen bzw. Kräuselungen erzeugen.
Eine weitere Stauchkammer nach dem Fächerrollenpaar, die zusätzlich mit Dampf gespeist werden kann, bringt eine zusätzliche Gestaltungsmöglichkeit der Garne.
Für Garne mit wenig Drehung bzw. gar keiner Drehung kann die Twinrollbox mit einer Transportluft zusätzlich gespült werden, was die Laufstabilität bei diesen schwierigen Garnen wesentlich verbessert.

## Thermofixierung
Die Texturierung, die Kräuselung der Garne, ist nach dem Verlassen der Stauchkammer noch keine permanente Formgebung. Dies liegt in der Eigenschaft der Polymere. Deshalb muss sich nach dem Texturieren von Garnen ein sogenannter Heatsetting-Prozess anschließen, durch den die Texturierung dauerhaft einfixiert wird.